# Echad Ha'am 101
 (septembre 2017).
Echad Ha'am 101 (en hébreu : אחד העם 101) est une sitcom israélienne en 6 épisodes réalisée par Erez Ben Harush (he) et diffusée en 2010 sur Aroutz 2. Il s'agit d'un spin-off de la série Echad Ha'am 1 (he), diffusée sur la même chaîne en 2003.

## Synopsis
Miri Paskal est agent de stationnement à Tel Aviv. Elle est nerveuse, un peu folle. Après la mort de son mari dans un accident lors d'une répétition pour une cérémonie d'hommage aux victimes de la guerre en Allemagne, Miri touche un important héritage et décide de quitter son logement de Ramat Gan pour s'installer dans un hôtel luxueux de Tel Aviv.
Pendant ce temps, sa fille Yafit tombe enceinte et épouse Yaron, son patron. Mais Miri, trop occupée par sa nouvelle vie, oublie ses vieux amis.

## Distribution
- Shlomi Saranga (he) : policier
- Erez Ben Harush (he) : Chavshush
- Uri Gottlieb (he) : Reuven Paskal, Mike
- Anat Magen (he) : Ital, Bat-chen Meyuchas
- Ilan Peled (he) : Miri Paskal
- Yael Poliakov (he) : Shula Namirovich-Namir, Yafit paskal